# Phái Trăm Đen
Phái Trăm Đen (tiếng Nga: Чёрная сотня, đã Latinh hoá: Chornaya sotnya; hay tiếng Nga: Черносотенцы, đã Latinh hoá: Chernosotentsy) là một bè phái chính trị có tư tưởng phản động, trung quân, dân tộc chủ nghĩa cực đoan, nổi lên ở Đế quốc Nga đầu thế kỷ thứ 20. Những người theo phái này ủng hộ Vương tộc Romanov và chống đối những nỗ lực muốn bãi bỏ nền quân chủ chuyên chế thời bấy giờ.
Phái Trăm Đen nổi tiếng với những hành động cực đoan, kích động các cuộc pogrom, tin tưởng vào chủ nghĩa dân tộc vị Nga, thù ghét ngoại tộc nhằm vào người Ukraina và người Do Thái.